# Eurovision Song Contest's Greatest Hits
Eurovision Song Contest's Greatest Hits (ook bekend als Eurovision's Greatest Hits) was een televisie-uitzending georganiseerd door de European Broadcasting Union (EBU) en geproduceerd door de Britse omroep BBC. De televisie-uitzending werd opgenomen op 31 maart 2015 in de Hammersmith Apollo in Londen ter viering van de zestigste verjaardag van het Eurovisiesongfestival en werd gepresenteerd door Graham Norton en Petra Mede.
Tijdens de uitzending traden vijftien acts op uit de zestigjarige historie van het Eurovisiesongfestival. Daarnaast werden tijdens de uitzending videomontages uitgezonden uit het archief van het Eurovisiesongfestival. Riverdance, de intervalact van het Eurovisiesongfestival in 1994, traden eveneens op tijdens de uitzending.
Verschillende omroepen zonden de televisie-uitzending op een later tijdstip uit, waaronder Australië die in 2015 voor het eerst deelnam aan het Eurovisiesongfestival. In België werd de show uitgezonden op Eén en La Une. In Nederland werd de show niet uitgezonden.

## Organisatie
In het najaar van 2014 werd bekend dat de EBU in samenwerking met de Britse omroep BBC een speciale televisie-uitzending aan het voorbereiden waren ter viering van de zestigste verjaardag van het Eurovisiesongfestival. De productie was in handen van Geoff Posner, Guy Freeman en Helen Riddell.
De televisie-uitzending werd gepresenteerd door de Graham Norton en Petra Mede. Graham Norton is sinds 2009 commentator van het Eurovisiesongfestival in het Verenigd Koninkrijk en presenteerde in zowel 2007 als 2008 het Eurovisiedansfestival. Petra Mede presenteerde in 2013 het Eurovisiesongfestival en in 2016 nogmaals.

## Optredens
Tijdens de uitzending traden vijftien artiesten uit de zestigjarige historie van het Eurovisiesongfestival op. Daarnaast was tussen de optredens door archiefmateriaal te zien uit de historie van het Eurovisiesongfestival en was er een optreden van Riverdance, de intervalact van het Eurovisiesongfestival 1994.
| Optreden | Jaar | Land                | Artiest            | Lied                            | Taal                     |
| -------- | ---- | ------------------- | ------------------ | ------------------------------- | ------------------------ |
| 01       | 2013 | Denemarken          | Emmelie de Forest  | "Only Teardrops"                | Engels                   |
| 02       | 1973 | Luxemburg           | Anne-Marie David   | "Tu te reconnaîtras"            | Frans, Engels            |
| 03       | 1984 | Zweden              | Herreys            | "Diggi-Loo Diggi-Ley"           | Engels, Zweeds           |
| 04       | 1998 | Israël              | Dana International | "Diva"                          | Hebreeuws                |
| 05       | 2000 | Denemarken          | Olsen Brothers     | "Fly on the Wings of Love"      | Engels                   |
| 06       | 1976 | Verenigd Koninkrijk | Brotherhood of Man | "Save your kisses for me"       | Engels                   |
| 07       | 1968 | Spanje              | Rosa López         | "La, la, la"                    | Spaans                   |
| 07       | 1969 | Spanje              | Rosa López         | "Vivo cantando"                 | Spaans                   |
| 07       | 1973 | Spanje              | Rosa López         | "Eres tú"                       | Spaans                   |
| 07       | 2002 | Spanje              | Rosa López         | "Europe's Living a Celebration" | Spaans, Engels           |
| 08       | 1982 | Duitsland           | Nicole             | "Ein bißchen Frieden"           | Engels, Italiaans, Duits |
| 09       | 2006 | Finland             | Lordi              | "Hard Rock Hallelujah"          | Engels                   |
| 10       | 2001 | Frankrijk           | Natasha Saint-Pier | "Je n'ai que mon âme"           | Frans, Engels            |
| 11       | 2008 | Rusland             | Dima Bilan         | "Believe"                       | Engels                   |
| 11       | 2006 | Rusland             | Dima Bilan         | "Never Let You Go"              | Engels                   |
| 12       | 1985 | Noorwegen           | Bobbysocks         | "La det swinge"                 | Noors, Engels            |
| 13       | 2012 | Zweden              | Loreen             | "Euphoria"                      | Engels                   |
| 14       | 1980 | Ierland             | Johnny Logan       | "What's another year"           | Engels                   |
| 14       | 1992 | Ierland             | Johnny Logan       | "Why me?"                       | Engels                   |
| 14       | 1987 | Ierland             | Johnny Logan       | "Hold Me Now"                   | Engels                   |
| 15       | 2014 | Oostenrijk          | Conchita Wurst     | "Rise Like a Phoenix"           | Engels                   |

### Medley
Alle deelnemende artiesten traden aan het einde van de televisie-uitzending nogmaals op tijdens een medley. Anne-Marie David zong Hallelujah, het winnende lied van Israël op het Eurovisiesongfestival in 1979. Het Zweedse trio Herreys zong Nel blu dipinto di blu, in 1958 gezongen door Domenico Modugno uit Italië. Making Your Mind Up, het winnende lied uit 1981 van de Britse Bucks Fizz, werd gezongen door Bobbysocks. Tot slot traden alle deelnemende artiesten (met uitzondering van Loreen) op met het winnende lied van 1974, Waterloo van ABBA.